# П'єр Андре Пурре
П'єр Андре Пурре (фр. Pierre André Pourret, 1754–1818) — французький абат і ботанік, який досліджував і викладав у Франції та Іспанії. Він описав і зібрав велику кількість видів рослин, особливо середземноморських, і зібрав багато видів у своєму ботанічному саду та гербарії для своїх досліджень. Пуре також був піонером використання біноміальної номенклатури, вперше розробленої Карлом Ліннеєм.

## Кар'єра
П'єр Андре Пуре був священником, але розпочав свою ботанічну кар’єру раніше, працюючи в регіонах навколо свого рідного міста Нарбонна. Однак його парафією був Сен-Якоб у Провансі. Він надіслав рукописи із задокументованими дослідженнями до Академії наук, написів та художніх літер Тулузи (фр. Académie des sciences, inscriptions et belles-lettres de Toulouse). Під час Французької революції 1789 року Пуре був засланий до Іспанії. Він виконував ботанічну роботу в Барселоні, Мадриді і, зрештою, в місті Оренсе в Галісії. Через ксенофобію до французів під час вторгнення Наполеона в Іспанію розлючений натовп вигнав Пуре з його гербарію, спаливши при цьому багато його ресурсів. Він прожив невідоме життя в Сантьяго-де-Компостела до своєї смерті в 1818 році.
Його ботанічну колекцію можна знайти у Школі фармації при Мадридському університеті Комплутенсе, надану Університетом Сантьяго-де-Компостела.
На його честь названо західносередземноморський вид злакових Agrostis pourretii.

## Публікації
- Pourret, P.A.(1781), Itineraire pour les Pyrénées
- Pourret, P.A.(1783), Projet d'une histoire générale de la famille des Cistes
- Pourret, P.A.(1784), Chloris Narbonensis
- Pourret, P.A.,Memoire sur divers volcans ėteints de la Catalogne, Palassou, Pierre Bernard (1823), Nouveaux mémoires pour servir à l'histoire naturelle des Pyrénées et des pays adjacents, Pau: Vignancour.